# Paul de La Barthe de Thermes
Paul de La Barthe de Thermes, közismerten Thermes marsall (Couserans, 1482 – Párizs, 1562. május 6.) okcitán nemes, Comminges grófja, felesége révén Saluzzo őrgrófja, francia hadvezér az utolsó itáliai háborúk idején, Franciaország marsallja. 1553-ban ő vezette Korzika meghódítását, és nevéhez fűződik az 1558-as gravelines-i vereség. Párizs kormányzójaként halt meg.

## Származása, családja
Elszegényedett nemesi család sarja volt. A La Barthe-család Labarthe őrgrófjaitól származott; a marsall apja, Jean de La Barthe – Bernard de La Barthe, Giscaro urának kisebbik fia – 1482-ben házasodott össze Jeanne de Peguilhannal, Thermes (másképp Termes, ma Thermes-Magnoac) örökösével.

## Karrierjének kezdetei
Paul de La Barthe katonának állt, és először 1528-ban, Nápoly ostrománál tűnt ki Odet de Foix-Lautrec marsall alatt. A sikertelen támadás nyomán a tengeren indult haza, de hajóját muszlim kalózok foglalták el, és fogságba vitték Berberföldre. Családja csak két év rabság után tudta kiváltani.
A nyolcadik itáliai háború során részt vett Piemont elfoglalásában (1536) és az ostromlott Thérouanne utánpótlásában (1537). A kilencedik itáliai háborúban Henrik dauphin mellett részt vett Perpignan kudarcos ostromában (1542), I. Ferenc pedig még az évben a piemonti Savigliano kormányzójává nevezte ki. 1544-ben a győztes ceresolei csatában ő vezette a francia könnyűlovasságot, ami sikeresen megfutamította a firenzei könnyűlovasokat. A csatában fogságba esett.

## Skóciában
1549 júniusában Skóciába küldték, hogy a „durva udvarlás” (rough wooing) néven ismert angol hódítási kísérlet elleni harcot segítse. Azt az utasítást kapta, hogy folytassa a határmenti erődítmények megerősítését, emellett rengeteg pénzt, hadianyagot és katonát hozott magával.
Thermes Edinburgh-től keletre, Luffnessben, Aberlady közelében kezdett egy tüzérségi erődöt építeni a skót Alexander Ross segítségével, hogy akadályozza a Haddington felé tartó angol utánpótlást. Arran régens maga is megszemlélte az építkezési munkálatokat, amihez a nyár folyamán az angolok támadásától tartva több ízben munkaerőt küldettek a térség földesuraival. A várat augusztusban négy ágyúval szerelték fel, amiket Invereskből hoztak Luffnessbe. Egykorú angol hadijelentések szerint Thermes meglátogatta a stirlingi és a dunbari várat; utóbbi mellett kísérete összecsapott az angol lovassággal. A francia hadvezér Elvestonba, Ormistonba, Dunbarba, Luffnessbe és Musselburgh-ba tervezett csapatokat telepíteni, míg Longniddry és Aberlady vidékén táborozott. Az angolok végül 1549. szeptemberében feladták Haddingtont, ahova Thermes és Arran régens is bevonult. V. Jakab skót király francia felesége, Guise-i Mária diadalmasan írta meg Franciaországba, hogy az angolok „csak a pestist hagyták maguk után”. A skót királyné javaslatára Thermes kitüntetésként rövidesen a Szent Mihály-rend lovagja lett. 1550. február 6-án ő vezette a broughty-i vár elleni sikeres rohamot. A háborút az 1550. március 24-én megkötött boulogne-i szerződés zárta le, ezt követően Thermes hazatérhetett.

## Itália és Korzika
1550-ben II. Henrik király III. Pál pápához küldte követségbe, a következő évben pedig részt vett a parmai háborúban. 1552-ben Siena lakói fellázadtak a spanyol helyőrség ellen, amit francia segítséggel el is űztek (ld. sienai háború). A város francia helytartója a ferrarai II. Ippolito d'Este bíboros lett, majd védelmét a firenzei származású Piero Strozzi marsall vette át. Thermes maga is részt vett a háborúban, majd a bíboros kezdeményezésére – utólag II. Henrik királyt is meglepve – 1553 augusztusában az Oszmán Birodalom flottájának támogatásával partra szállt Korzika szigetén, Bastiánál. A sziget, amely stratégiai fontosságú volt a Spanyolország és Itália közti kapcsolattartásban, hat hét alatt a támadók kezére került Calvi városát leszámítva, ami a szigetet addig uraló Genovai Köztársaság támogatásával mindvégig, 1559-ig ellenállt a francia inváziónak.
II. Henrik úgy vélte, hogy hiba volt az előkészítés és egyeztetés nélküli támadással bevonni az addig semleges Genovát is a franciák elleni szövetségbe, de elfogadta a helyzetet, és 1553. szeptember 27-én Thermes-t nevezte ki Korzika királyi helytartójává. A hadvezér serege ekkortájt jelentősen meggengyült a török kontingens távozása miatt. Az addig igen energikusan hadakozó hadvezér a továbbiakban igyekezett minél kevésbé elidegeníteni a genovai uralmat egyébként ellenző helyi lakosságot. A helytartó a sziget pénzügyeinek és jogszolgáltatásának igazgatásához is szakmai támogatást kért Franciaországból, de csak előbbi téren hallgatták meg kérését: Michel Ribier blois-i adószedő kapott kinevezést a korzikai pénzügyek élére. A hatlmas munkabírású, lelkiismeretes tisztviselő 1554 februárjában történt érkezésétől fogva nagy megelégedésre irányította a sziget gazdálkodását. Thermes maga helytartói kinevezése után egy éven belül kérte a felmentését, mire 1554. szeptemberében a hódításban vele részt vevő Giordano Orsini (Jourdain des Ursins) kapott kormányzói és helytartói kinevezést a királytól. Utóbbi 1555 májusában érkezett Ajaccióba, ahonnan Thermes csak 1556 júniusában távozott, addig közösen irányították a szigetet és megosztoztak a feladatokon.

## Utolsó évei

Thermes marsall címere: az 1. és 4. mezőben a La Barthe, a 2. és 3. mezőben a Thermes emblémája

Thermes-t elismerésképpen 1555-ben Comminges grófjává nevezték ki, majd az 1558 januárjában angoloktól visszafoglalt Calais kormányzója lett. Ez év júniusában megkapta a Thionville ostrománál elesett Piero Strozzi marsallságát. Nyáron a marsall Flandriára támadt és július 6-án bevette Dunquerque-et, majd Bergues és Nieuwpoort városa is a birtokába került, ezután a tengerparti Gravelines ellen vonult. A franciák fosztogatásai, dúlásai miatt a flamand lakosság a Lamoraal van Egmont vezetésével közeledő spanyol sereg mellé állt. Thermes az ellenség közeledése hírére felhagyott Gravelines ostromával és megindította csapatait Calais felé, de július 13-án váratlanul két irányból is megtámadták seregét: a balszárnyat Egmont csapatai, a jobbat pedig a tenger felől felbukkanó angol flotta. A gravelines-i csata így súlyos vereséggel zárult, a francia sereg zöme megsemmisült, maga Thermes pedig fogságba esett. Egy év múltán, 1559-ban váltották ki. Szabadulása után Párizs katonai helytartójává nevezték ki; hivatalában halt meg 1562-ben Párizsban. A fővárosban, a celesztinusok templomában temették el.

## Házassága, örökösödése
Thermes kifejezetten öregen házasodott: 1554-ben, hetvenkét évesen, piemonti tartózkodása alatt vette feleségül Marguerite de Saluces-Cardét, az 1548-ban Franciaországhoz csatolt Saluzzói Őrgrófság örökösét, aki jogairól lemondott férje javára. A huszonéves Marguerite nem szült gyermeket agg férjének, aki rokonát, I. Roger de Saint-Lary-t (1525 k. – 1579), Bellegarde urát nevezte ki örökösévé, aki a piemonti kormányzósága óta részt vett a hadjárataiban. Saint-Lary 1565 augusztusában diszpenzációval feleségül vette Thermes özvegyét, akitől szintén megkapta az őrgrófságra vonatkozó jogokat. Saint-Lary, az 1574-ben trónra lépő III. Henrik király kegyence lévén maga is marsalli kinevezést kapott.

## Fordítás
- Ez a szócikk részben vagy egészben  a   Paul de La Barthe de Thermes című francia Wikipédia-szócikk ezen változatának fordításán alapul.  Az eredeti cikk szerkesztőit annak laptörténete sorolja fel. Ez a jelzés csupán a megfogalmazás eredetét és a szerzői jogokat jelzi, nem szolgál a cikkben szereplő információk forrásmegjelöléseként.
- Ez a szócikk részben vagy egészben  a   Paul de Thermes című angol Wikipédia-szócikk ezen változatának fordításán alapul.  Az eredeti cikk szerkesztőit annak laptörténete sorolja fel. Ez a jelzés csupán a megfogalmazás eredetét és a szerzői jogokat jelzi, nem szolgál a cikkben szereplő információk forrásmegjelöléseként.